# Lieja-Bastoña-Lieja 1983
La Lieja-Bastogne-Lieja 1983 fue la 69.ª edición de la clásica ciclista Lieja-Bastoña-Lieja. La carrera se disputó el domingo 17 de abril de 1983, sobre un recorrido de 246 km. 
El vencedor final fue el holandés Steven Rooks (Sem-France Loire), que se impuso al italiano Giuseppe Saronni (Del Tongo-Colnago) y al francés Pascal Jules (Renault-Elf), segundo y tercero respectivamente. 

## Clasificación final
| Posición | Ciclista          | Equipo                           | Tiempo     |
| -------- | ----------------- | -------------------------------- | ---------- |
| 1        | Steven Rooks      | Sem-France Loire                 | 6h 44' 12" |
| 2        | Giuseppe Saronni  | Del Tongo-Colnago                | + 10"      |
| 3        | Pascal Jules      | Renault-Elf                      | m. t.      |
| 4        | Phil Anderson     | Peugeot-Shell-Michelin           | m. t.      |
| 5        | Henk Lubberding   | TI-Raleigh-Campagnolo            | m. t.      |
| 6        | Hennie Kuiper     | Jacky Aernoudt-Rossin-Campagnolo | m. t.      |
| 7        | Adri Van der Poel | Jacky Aernoudt-Rossin-Campagnolo | + 28"      |
| 8        | Alfons De Wolf    | Bianchi-Piaggio                  | m. t.      |
| 9        | René Bittinger    | Sem-France Loire                 | m. t.      |
| 10       | Guido Van Calster | Del Tongo-Colnago                | m. t.      |